# Грязнов, Владимир Михайлович (химик)
Влади́мир Миха́йлович Грязно́в (17 июля 1922, Москва — 19 мая 2001, Москва) — советский и российский химик, академик АН СССР (1990).

## Биография
Владимир Михайлович Грязнов родился в 1922 году в Москве. В 1939 году он окончил среднюю школу № 73 города Москвы. Затем он поступил на химический факультет Московского государственного университета.
С июля 1941 года принимал участие в Великой Отечественной войне в составе истребительного батальона, но в декабре того же года был комиссован по зрению. С февраля 1942 продолжил учёбу в университете. Ещё в студенческие годы Владимир Михайлович Грязнов под руководством Андрея Владимировича Фроста, возглавлявшего на тот момент кафедру физической химии, начал проводить научные исследования .
В 1948 году защитил диссертацию на соискание учёной степени кандидата химических наук.
В 1962 году Владимир Михайлович Грязнов защитил диссертацию на соискание учёной степени доктора химических наук и в том же году организовал при Университете дружбы народов кафедру физической и коллоидной химии, которую возглавлял до 2001 года.
В 1964 году Владимир Михайлович организовал при Институте горючих ископаемых АН СССР лабораторию катализа на мембранах, которой руководил до 2001 года. 29 декабря 1981 года был избран членом-корреспондентом АН СССР. 15 декабря — 1990 академиком АН СССР.
Умер 19 мая 2001 года. Похоронен на Троекуровском кладбище в Москве.

## Научная деятельность
Выявил механизм перераспределения в циклоолефинах водорода. В 1964 году дал теоретическое обоснование и подтвердил в ходе экспериментов преимущества проведения реакций катализа частичным введением или выведением вещества через мембрану. Благодаря исследованиям В. М. Грязнова был заложен фундамент мембранного катализа.
В 1987 году открыл способность двумерного пара металлов ускорять органические реакции.

## Основные работы
- Катализ благородными металлами. Динамические особенности. М., 1989 (совм. с Н. В. Ореховой).

## Награды, премии и почётные звания
- Премия имени А. А. Баландина (1998)[6];
- Орден «Знак Почёта»[2];
- Орден Ленина[2];
- Орден Октябрьской Революции[2];
- Медаль «За оборону Москвы»[2];
- Золотая медаль ВДНХ[2];
- Заслуженный деятель науки и техники РСФСР (1978)[2];